# Напад на Кримски мост 2022.
Напад на Кримски мост 2022. догодио се 8. октобра 2022. у 6:07 часова ујутру, пожар је избио на Кримском мосту као резултат експлозије бомбе убачене у камион, која се догодила на друмском мосту, на саобраћајним тракама у правцу запада који иду од Русије до Керча. Два распона са две траке на мосту су се срушила у воду. Преживеле су две суседне траке за исток на посебној структури. Железнички мост је такође оштећен од вагона железничке цистерне која се запалила. Пет људи је погинуло. Након инцидента, Истражни комитет Русије је покренуо истрагу.
Оштећење је смањило транспортни капацитет моста, који се користи за снабдевање руских трупа на Криму током инвазије на Украјину. Експлозија се догодила дан након 70. рођендана руског председника Владимира Путина и недељу дана након што је Русија присајединила четири украјинска региона. Тада нико није преузео одговорност за експлозију, а Владимир Зеленски је рекао да је украјинска влада „није наредила“. Међутим, у јулу 2023. заменица украјинског министра одбране Хана Малиар је признала да је Украјина извела напад „како би сломила логистику Руса“. Служба безбедности Украјине такође је потврдила да Украјина стоји иза напада.
Руски званичници и "виши украјински званичник" у разговору за "Њујорк тајмс " изјавили су да је експлозија настала од бомбе убачене у камион. Би-Би-Си је рекао да је већа вероватноћа да је узрок био поморски дрон. Руска Федерална служба безбедности привела је пет руских држављана и три особе из Украјине и Јерменије, који су оптужени за организовање напада. У августу 2023. године, Васиљ Маљук, шеф Службе безбедности Украјине, дао је интервју за Нови глас Украјине у којем је детаљно описао како је камион који је превозио експлозив коришћен да изазове експлозију.

## Позадина
Кримски мост је пар паралелних мостова, од којих један има пут са четири траке, а други двоколосечну пругу, који обухвата Керчки мореуз између Русије на источној страни и Крима на западној страни. Изградња је почела у фебруару 2016. године, након руске окупације и анексије полуострва Крим 2014. Руске власти су изградњу Кримског моста назвале „историјском мисијом”, једним од кључних задатака за „коначно уједињење Крима са Русијом”. У мају 2018. године пуштен је у саобраћај друмски мост, а у децембру 2019. године пуштен је у функцију железнички мост.
Током руске инвазије на Украјину 2022. године, оба моста су коришћена за снабдевање руских оружаних снага у кампањи на југу Украјине. Иако постоје и други начини снабдевања Крим аресурсима, укључујући луке, Кримски мост је важан део инфраструктуре.
Украјински званичници и војска су више пута изјављивали да намеравају да униште Кримски мост, сматрајући га легитимним војним циљем. У јуну 2022, генерал-мајор Оружаних снага Украјине Дмитро Марченко изјавио је да ће постати „мета број један“ чим Украјина буде имала оружје за напад. У априлу 2022. Дмитриј Медведев, бивши председник Русије и заменик председника Савета безбедности Русије, рекао је: „Један од украјинских генерала је говорио о потреби удара на Кримски мост. Надам се да разуме шта ће бити мета одмазде“. У августу 2022. саветник украјинског председника Михаил Подољак рекао је заГардијан : „То је нелегална градња и главна капија за снабдевање руске војске на Криму. Такве објекте треба уништити“.

## Напад
Дана 8. октобра 2022. у 06:07 по локалном времену, дошло је до експлозије на (или близу) тракама друмског моста, у смеру према граду Керчу на Криму. Експлозија се догодила на пола пута између распона главног лука преко бродског канала Керч-Јеникале и острва Тузла. Због тога су се три од четири распона на једној страни моста срушила у воду. Прес-служба Кримске железнице саопштила је да су у 6.05 ујутру уочили грешку на железничком мосту и да се у репу теретног воза запалио вагон са горивом. Ветар са севера одувао је пламен и дим ка Црном мору. Заустављен је друмски, железнички и поморски саобраћај, са дугим редовима на копну и мору. Руске власти нису одмах пријавиле експлозију као акт саботаже. Друмски саобраћајн је касније током дана поново пуштен за једносмерну саобраћајну траку (са наизменичним саобраћајем у сваком смеру) и део железничког саобраћаја.
Првобитно су саопштена два могућа узрока пожара — експлозија вагона контејнера за гориво на железничком мосту и експлозија возила, вероватно камиона, на друмском мосту. Према руском националном антитерористичком комитету, камион је дигнут у ваздух, због чега се запалило седам железничких контејнера са горивом. Одговорност за експлозију није преузета, али су украјински медији Украјинска правда и УНИАН, позивајући се на сопствене изворе, навели да је реч о операцији Службе безбедности Украјине. „Њујорк тајмс“ је цитирао „високог украјинског званичника“ који је рекао да су „украјинске обавештајне службе оркестрирале напад и да је он укључивао бомбу убачену на камион који је прелазио преко моста“. Русија је тврдила да је бомба експлодирала док се камион кретао пуном брзином користећи импровизовану експлозивну направу. Са индикацијама да је експлозија директно оштетила друмски мост и да је њена експлозија изазвала пожар на возу на железничком мосту, присуство многих варница могло би указивати на употребу термита који гори довољно да оштети челик и запали гориво које је превозио воз.

## Тренутне последице
У експлозији је погинуло пет особа.
Након експлозије се запалило седам цистерни са горивом воза од 59 вагона који је ишао за полуострво Крим. Са затварањем моста, локалним становницима је постало теже да напусте Крим, са колонама аутомобила у дужини од 5 километара, иако су постојали и други начини, укључујући луке. Преко 100 камиона чекало је са обе стране да користи мали трајект, који превози по 16 камиона. Поморски саобраћај је био отежан, јер је на десетине бродова чекало са обе стране моста. Михаил Развожајев, градоначелник Севастопоља, првобитно је увео ограничења на продају намирница и забранио продају горива у канистерима, али је око сат времена касније укинуо ове мере за цео Крим, рекавши да су линије за снабдевање довољне.

## Конструктивна оштећења на мостовима
Оштећена су три распона коловоза на страни до Керча, а два су се срушила у воду. На видео снимцима и сателитским снимцима дошло је до значајне промене боје носача железничког моста. Два стручњака за безбедност мостова и инжењерство сматрају да је вероватно да је ватра запаљеног горива ослабила носаче који подупиру железнички мост. Железнички мост држидвоколосечну пругу, а Русија је скоро одмах поново покренула саобраћај на другом колосеку од оног на коме се налазе изгореле цистерне са горивом. Руско Министарство саобраћаја саопштило је да су следећег дана сви железнички теретни и путнички возови на даљину саобраћали по реду вожње.
Наређена је потпуна поправка моста која треба да буде завршена до 1. јула 2023. године, а уговор је додељен Нижњеангарсктрансстроју. Министарство одбране Велике Британије је 9. новембра 2022. објавило обавештајне податке, саопштивши да се: „Руски напори да поправи Кримски мост настављају, али је мало вероватно да ће он бити у потпуности оперативан најкасније до септембра 2023. Према обавјештајним подацима, друмски мост је затворен 8. новембра 2022. како би се омогућило кретање и постављање заменског простора од 64 метра. За замену оштећених делова биће потребна још три распона. „Иако су кримски званичници тврдили да ће ови додатни распони бити постављени до 20. децембра, на брифингу председнику Путину речено је да ће радови на другој коловозној траци довести до прекида друмског саобраћаја до марта 2023.

## Реакције

### Украјина
На званичном налогу украјинске владе на Твитеру је постављена увреда као одговор на експлозију, док је Михаил Подољак, саветник украјинског председника, изјавио да је напад на мост био претеча пораза Русије у рату: „Крим, мост, почетак Све што је нелегално мора бити уништено, све покрадено мора бити враћено у Украјину [...]“. Министарство одбране Украјине упоредило је напад са потапањем крстарице Москва и написало: „Ракетна крстарица Москва и Керчки мост– два озлоглашена симбола руске моћи на украјинском Криму– потонули су. Шта је следеће на реду, Руси?".
Игор Смиљански, директор Укрпоште, најавио је издавање новог комплета поштанских маркица посвећених том догађају. Алексиј Данилов, шеф Савета за националну безбедност и одбрану, објавио је снимак моста на друштвеним мрежама, заједно са видео снимком Мерилин Монро из 1962. како пева „Срећан рођендан, господине председниче“ председнику САД Џону Ф. Кенедију. Експлозија се догодила дан након 70. рођендана руског председника Владимира Путина.
Украјински председник Володимир Зеленски је током ноћног обраћања рекао: „Данас није био лош дан и претежно сунчано на територији наше државе. Нажалост, на Криму је било облачно. Иако је такође било топло."

### Русија
Руске власти на Криму окривиле су Украјину за напад. Портпаролка Министарства спољних послова Руске Федерације оптужила је „кијевски режим“ за тероризам, а посланик Државне думе Андреј Гуруљов (Јединствена Русија) позвао је на снажан одговор. Сергеј Аксјонов, руски шеф Крима, изразио је жељу за осветом и говорио о храни и гориву, напомињући да је „ситуација издржљива — непријатна је, али није фатална“.
Путин је 9. октобра изјавио: „Нема сумње. Ово је акт тероризма који има за циљ уништавање критично важне цивилне инфраструктуре […]. То су осмислиле, спровеле и наредиле украјинске специјалне службе“. Новинар Владимир Соловјов позвао је на узвратне ударе широм Украјине усмерене на „мостове, бране, железницу, термоелектране и друге инфраструктурне објекте“.

### Међународне
Министар спољних послова Естоније Урмас Реинсалу поздравио је експлозију и наговестио да иза ње стоје украјинске специјалне снаге, подсећајући да су украјинске власти дуго означавале Кримски мост могућом метом за напад.
Пољски посланик у Европском парламенту Роберт Биедрон ( Нова левица ) описао је напад као „мелем за срце, поготово што је јуче био Путинов рођендан. Добро је што је Путин добио такав поклон. Надам се да ће добити више. Украјинци уништавају Нелегална инфраструктура Русије [на окупираном Криму]“.

## Последице
Министарство саобраћаја Русије саопштило је да се поново покреће трајектна линија преко Керчког мореуза, која је саобраћала пре изградње Кримског моста.
Кримски мост је важан део транспортне везе између Русије и Крима за јужно поприште руско-украјинског рата. Њујорк тајмс је известио да је штета створила привремене логистичке препреке за руске војне конвоје, али би тешка војна опрема могла да се транспортује железничким мостом.
Руско министарство спољних послова објавило је 8. октобра снимак на коме се види да је мост делимично поново отворен за саобраћај лаких возила. Камиони су морали да иду трајектом, док су возови поново покренути, јављају руски државни медији. Недељу дана касније, стотине камиона су чекале три до четири дана да користе трајект.
Путин је наредио да се обезбеђење моста стави под контролу руске Федералне службе безбедности (ФСБ). Заменик премијера Русије Марат Хуснулин рекао је да ће оштећени делови моста бити срушени и да ће поправка одмах почети. Рониоци су 9. октобра прегледали конструкцију моста у потрази за подводним оштећењима. Руска влада је наредила да се поправке заврше до јула 2023.
Друмски мост је у потпуности поново отворен 23. фебруара 2023. године, наводи се у саопштењу Хуснулина. Потпредседник владе је 5. маја такође саопштио да је железнички мост поново у потпуности отворен.

### Утицај на руске снаге
Експлозија на мосту ометала је логистику руских снага. Министарство одбране Велике Британије је напоменуло да je транспортни капацитет „[био] озбиљно деградиран“ преко моста. Поправка је почела 8. октобра увече, а аутомобилски и железнички саобраћај су настављени скоро одмах. Камиони су користили трајекте јер им је један део траке потпуно уништен. Руско ослањање на железницу за премештање војне опреме значи да камионски саобраћај није био главна брига. Дуж обале јужне Украјине постоји и копнени коридор, иако постоји већи ризик од напада. Изградња моста је завршена 2018. године, па се војска на њега ослања тек неколико година. Највећи ударац могао би бити психолошки, сматрају људи који га упоређују са потапањем руске крстарице Москва и узимају у обзир Путинове личне везе са мостом. Разни аналитичари су 10. октобра рекли да ће возови вероватно прелазити мост са смањеном брзином и оптерећењем.

### Утицај на руску владу
Након руске инвазије 2022. године, структура је била један од најзаштићенијих објеката у Русији. Недељу дана пре експлозије потписан је декрет о припајању четири украјинска региона Русији, након чега је Русија наставила да прети Украјини нуклеарним оружјем у случају напада на објекте на анексираним територијама.
Путин је рекао да су ракетни удари на Украјину у октобру 2022, који су погодили подручја у Кијеву и другим градовима, били одмазда за напад Украјине на Кримски мост.
У мају 2023. године, бивши наставник историје Никита Тушканов осуђен је на пет и по година затвора у складу са руским законима о ратној цензури из 2022. године под оптужбом за „оправдавање тероризма“ и „дискредитацију“ руске војске јер је експлозију на Кримском мосту назвао „рођенданским поклоном за Путлера."

## Истрага
Путин је наредио да се истраже околности експлозије. Формирана је комисија која је укључивала представнике Министарства за ванредне ситуације, Министарства саобраћаја, ФСБ-а, Министарства унутрашњих послова и Националне гарде . Истражни комитет је отворио кривичну истрагу поводом експлозије. Представници специјалних служби скренули су пажњу на смену која није успела да открије камион натоварен експлозивом, упркос процедурама на улазу на мост за праћење сумњивог терета.
Руски главни тужилац Александар Бастрикин је 10. октобра известио да је рута камиона утврђена. Следећег дана, ФСБ је открио да је приведено пет Руса и три особе из Украјине и/или Јерменије. Држављанин Украјине умешан у планирање још једног бомбашког напада у Брјанску је, према ФСБ, „сарађивао са истрагом“. Експлозиви тежине 22.770 килограма транспортовани су на 22 палете на камиону. Експлозив је утоварен у Одеси почетком августа и допремљен преко Бугарске, Јерменије и Грузије у Русију. Дана 7. октобра, утоварен је у руски камион за Симферопољ. ФСБ је објавио рендгенски снимак на којем се види, како су рекли, камион напуњен експлозивом. За разлику од раније објављених фотографија са контролног пункта моста, рендгенском камиону су недостајали резервни точак и једна од осовина.
Окружни суд Лефортово у Москви је 21. априла 2023. издао налог за хапшење Кирила Буданова, шефа украјинске обавештајне службе, у вези са експлозијом моста у октобру 2022. Буданов је одговорио на налог, рекавши: "Задовољан сам. Ово је добар показатељ нашег рада и обећавам да ћу радити још боље."